# Historic Crew Stadium
L'Historic Crew Stadium (anciennement Columbus Crew Stadium et Mapfre Stadium) est un stade de soccer situé à Columbus dans l'Ohio. Il a été construit entre 1998 et 1999, et a ouvert ses portes le 15 mai 1999 à l'occasion d'un match entre le Crew de Columbus et le Revolution de la Nouvelle-Angleterre.

## Histoire
Le Crew de Columbus est devenu la première équipe de la Major League Soccer à se doter de son propre stade. Celui-ci est en effet un soccer-specific stadium, c’est-à-dire un stade conçu pour accueillir des matchs de soccer. Auparavant, le club de Columbus jouait à l'Ohio Stadium, une arène destinée avant tout au football américain. Depuis 1999, d'autres équipes de MLS ont migré vers des soccer-specific stadium. C'est par exemple le cas des Red Bulls de New York, du Galaxy de Los Angeles, du FC Dallas et du Fire de Chicago.
Le Columbus Crew Stadium a accueilli la finale du championnat en 2001, le Match des étoiles de la MLS en 2000 et 2005, ainsi que des matchs de la Coupe du monde de football féminin 2003. À signaler que le stade a également hébergé des compétitions universitaires (soccer et football américain), un championnat de la crosse et des concerts. La finale de la Coupe Steinfeld de 2002 eut lieu dans ce stade.
Le 3 mars 2015, le Crew de Columbus annonce que le Columbus Crew Stadium devient le Mapfre Stadium, à la suite d'un accord de parrainage avec l'entreprise espagnole Mapfre spécialisée dans les assurances. Après cinq années, ce contrat de naming se termine à la fin de la saison 2020 et le stade est alors renommé Historic Crew Stadium.
Le Mapfre Stadium va être réaménagé en un complexe sportif communautaire et un centre d’entraînement pour le Crew de Columbus,.
Le Crew de Columbus dispute son ultime match à l'Historic Crew Stadium lors d'une rencontre de la Major League Soccer le 19 juin 2021 (victoire 2-0 contre Chicago) pour laisser place au Lower.com Field,. Le match se joue devant 20 064 spectateurs. Gyasi Zardes, auteur d'un doublé ce jour-là, reste ainsi le dernier buteur dans l'enceinte de l'Historic Crew,.

## Évènements
- Finale de la Coupe des États-Unis de soccer 1999, 13 septembre 1999
- Match des étoiles de la MLS 2000, 29 juillet 2000
- Coupe de la Major League Soccer 2001 (en), 21 octobre 2001
- College Cup 2001, 14-16 décembre 2001
- Trophée Steinfeld 2002, 1er septembre 2002
- Finale de la Coupe des États-Unis de soccer 2002, 24 octobre 2002
- Coupe du monde féminine de football 2003
- College Cup 2003, 12-14 décembre 2003
- Match des étoiles de la MLS 2005, 30 juillet 2005
- Coupe de la Major League Soccer 2015, 6 décembre 2015
- Coupe de la Major League Soccer 2020, 12 décembre 2020

## Galerie

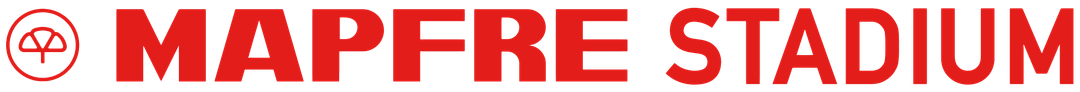
Logo jusqu'en 2020
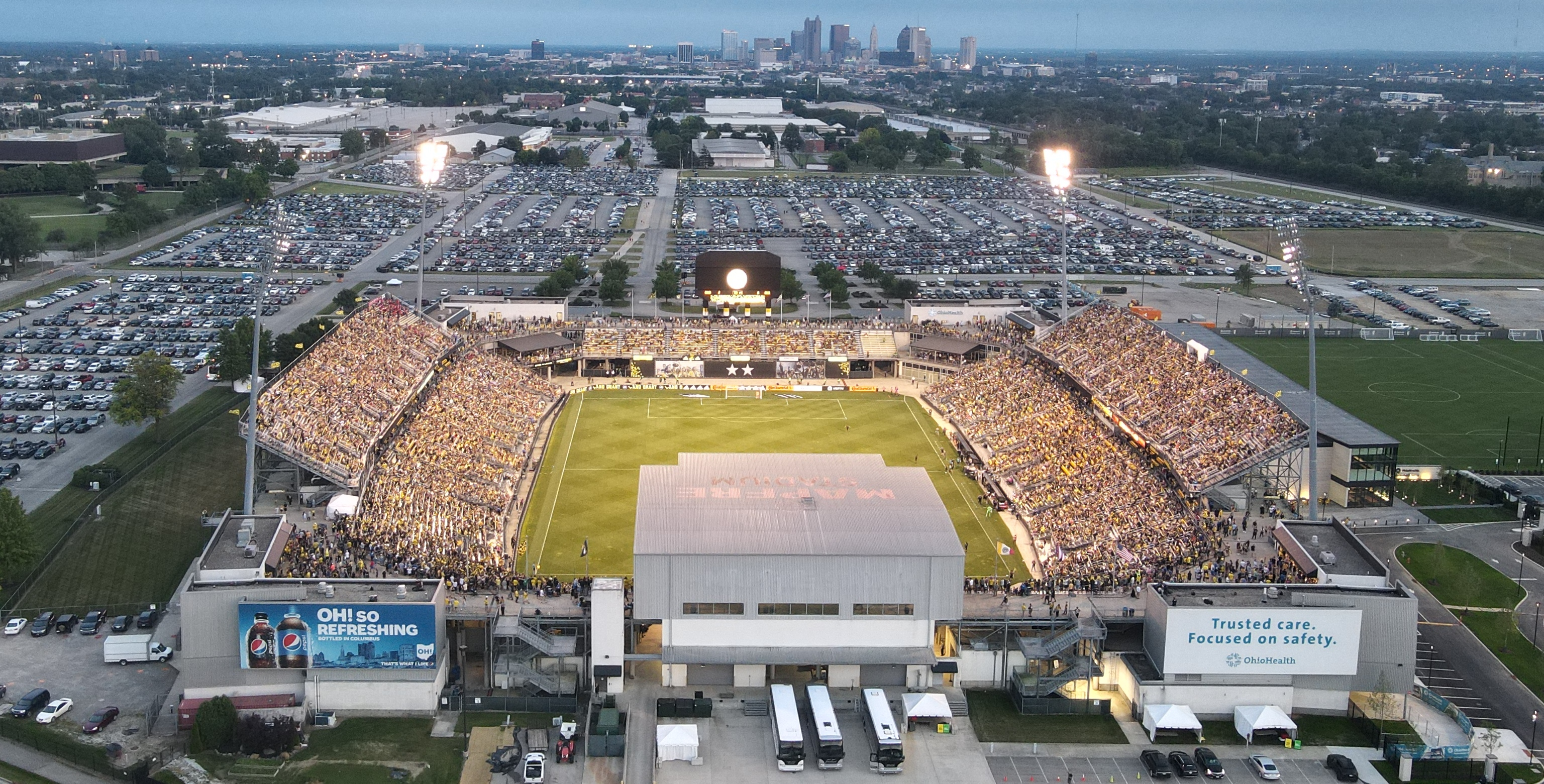